# Olzinelles
Olzinelles és una entitat de població del municipi de Sant Celoni. Al cens de 2018 s'hi comptabilitzaven 43 habitants. Fins al 1930 va tenir un terme municipal propi amb Vilardell.

## Geografia
Està situada al sud del terme municipal de Sant Celoni, al límit amb el municipi de Vallgorguina, als vessants del Puigcastell, a l'extrem nord-occidental del massís del Montnegre. Es comunica amb Sant Celoni per la carretera local BV-5112 i amb Vallgorguina per una pista forestal.

## Història
Al centre del disseminat hi trobem l'església de Sant Esteve d'Olzinelles, ja documentada el 1083, malgrat que es va reformar al segle xvi. L'indret apareix citat amb el nom de Vallis Ollofredis l'any 1179, el 1331 com a Castrum Eulofredii o Vallis de Ulzinellis. En altres textos de l'època apareix amb el nom d'Oltzinelles, Olzinelles, Ulzinelles o Otzinelles. Al fogatge de 1360 es registraren nou focs a l'anomenada parròquia d'Aulineles. El 1421 la parròquia d'Olzinelles incorpora la de Vilardell, un altre disseminat de l'actual municipi de Sant Celoni. El fogatge de 1553 ja contenia el nom de parròquia de Sant Esteve d'Alzinelles. Algunes masies destacades del disseminat són can Draper i ca l'Agustí.